# Comuna Velîka Burimka, Ciornobai
Velîka Burimka (în ucraineană Велика Бурімка) este o comună în raionul Ciornobai, regiunea Cerkasî, Ucraina, formată din satele Mîhailivka și Velîka Burimka (reședința).

## Demografie
Componența lingvistică a comunei Velîka Burimka
     Ucraineană (96,18%)
     Rusă (3,69%)
     Alte limbi (0,09%)
Conform recensământului din 2001, majoritatea populației comunei Velîka Burimka era vorbitoare de ucraineană (96,18%), existând în minoritate și vorbitori de rusă (3,69%).